# Чемпіонат світу з боксу 2023
22-й Чемпіонат світу з боксу проходив у Ташкенті, Узбекистан з 30 квітня по 14 травня 2023 року на «Humo Arena».

## Результати

### Медальний залік
| Місце   | Країна      | Золото | Срібло | Бронза | Загалом |
| ------- | ----------- | ------ | ------ | ------ | ------- |
| 1       | Узбекистан  | 5      | 2      | 2      | 9       |
| 2       | Казахстан   | 4      | 1      | 0      | 5       |
| 3       | Росія       | 2      | 0      | 4      | 6       |
| 4       | Куба        | 1      | 3      | 2      | 6       |
| 5       | Франція     | 1      | 1      | 1      | 3       |
| 6       | Грузія      | 0      | 1      | 2      | 3       |
| 7       | Азербайджан | 0      | 1      | 1      | 2       |
| 7       | Бразилія    | 0      | 1      | 1      | 2       |
| 7       | Монголія    | 0      | 1      | 1      | 2       |
| 10      | Італія      | 0      | 1      | 0      | 1       |
| 10      | КНР         | 0      | 1      | 0      | 1       |
| 12      | Індія       | 0      | 0      | 3      | 3       |
| 12      | Іспанія     | 0      | 0      | 3      | 3       |
| 14      | Вірменія    | 0      | 0      | 2      | 2       |
| 15      | Йорданія    | 0      | 0      | 1      | 1       |
| 15      | Киргизстан  | 0      | 0      | 1      | 1       |
| 15      | Мексика     | 0      | 0      | 1      | 1       |
| 15      | Таджикистан | 0      | 0      | 1      | 1       |
| Загалом | Загалом     | 13     | 13     | 26     | 52      |

### Медалісти
| Вагова категорія   | Золото                        | Срібло                      | Бронза                      |
| ------------------ | ----------------------------- | --------------------------- | --------------------------- |
| Мінімальна         | Санжар Ташкенбай (KAZ)        | Сахіл Алахвердові (GEO)     | Алехандро Кларо (CUB)       |
| Мінімальна         | Санжар Ташкенбай (KAZ)        | Сахіл Алахвердові (GEO)     | Едмонд Худоян (RUS)         |
| Найлегша           | Хасанбой Дусматов (UZB)       | Білал Беннама (FRA)         | Діпак Бхоріа (IND)          |
| Найлегша           | Хасанбой Дусматов (UZB)       | Білал Беннама (FRA)         | Мартін Моліна (ESP)         |
| Легша              | Махмуд Сабирхан (KAZ)         | Ойбек Джураєв (UZB)         | Йосвані Вейтія (CUB)        |
| Легша              | Махмуд Сабирхан (KAZ)         | Ойбек Джураєв (UZB)         | Дмитро Двалі (RUS)          |
| Напівлегка         | Абдумалік Халоков (UZB)       | Сайдел Орта (CUB)           | Мухаммад Хуссамуддін (IND)  |
| Напівлегка         | Абдумалік Халоков (UZB)       | Сайдел Орта (CUB)           | Мунарбек Сеїтбек-уулу (KGZ) |
| Легка              | Соф'ян Уміа (FRA)             | Ерісланді Альварес (CUB)    | Мухаммед Абу-Джаджех (JOR)  |
| Легка              | Соф'ян Уміа (FRA)             | Ерісланді Альварес (CUB)    | Всеволод Шумков (RUS)       |
| Перша напівсередня | Руслан Абдуллаєв (UZB)        | Баатарсухийн Чинзоріг (MNG) | Баходур Усмонов (TJK)       |
| Перша напівсередня | Руслан Абдуллаєв (UZB)        | Баатарсухийн Чинзоріг (MNG) | Оганес Бачков (ARM)         |
| Напівсередня       | Асадхуджа Муйдінхуджаєв (UZB) | Дулат Бекбауов (KAZ)        | Баттумурийн Мішеелт (MNG)   |
| Напівсередня       | Асадхуджа Муйдінхуджаєв (UZB) | Дулат Бекбауов (KAZ)        | Лаша Гурулі (GEO)           |
| Перша середня      | Асланбек Шимбергенов (KAZ)    | Саїджамшид Жафаров (UZB)    | Нішант Дев (IND)            |
| Перша середня      | Асланбек Шимбергенов (KAZ)    | Саїджамшид Жафаров (UZB)    | Вандерсон де Олівейра (BRA) |
| Середня            | Йоенліс Ернандес (CUB)        | Вандерлей Перейра (BRA)     | Алохон Абдуллаєв (UZB)      |
| Середня            | Йоенліс Ернандес (CUB)        | Вандерлей Перейра (BRA)     | Морено Фендеро (FRA)        |
| Напівважка         | Нурбек Оралбай (KAZ)          | Тохтарбек Танатхан (CHN)    | Імам Хатаєв (RUS)           |
| Напівважка         | Нурбек Оралбай (KAZ)          | Тохтарбек Танатхан (CHN)    | Газімагомед Халідов (ESP)   |
| Перша важка        | Шарабутдін Атаєв (RUS)        | Лорен Альфонсо (AZE)        | Георгій Кушиташвілі (GEO)   |
| Перша важка        | Шарабутдін Атаєв (RUS)        | Лорен Альфонсо (AZE)        | Рохеліо Ромеро (MEX)        |
| Важка              | Муслім Гаджімагомедов (RUS)   | Азіз Аббес Мухідін (ITA)    | Лазізбек Муллажонов (UZB)   |
| Важка              | Муслім Гаджімагомедов (RUS)   | Азіз Аббес Мухідін (ITA)    | Нарек Манасян (ARM)         |
| Надважка           | Баходір Жалолов (UZB)         | Фернандо Арсола (CUB)       | Мухаммад Абдуллаєв (AZE)    |
| Надважка           | Баходір Жалолов (UZB)         | Фернандо Арсола (CUB)       | Аюб Гадфа (ESP)             |

## Учасники та бойкотуючі
В змаганнях взяли участь 538 боксерів зі 107 країн.
Через ігнорування IBA повномасштабного вторгнення Росії в Україну в лютому 2022 року та подальших рекомендацій Міжнародного олімпійського комітету заборонити російським і білоруським спортсменам змагатися під національними прапорами та виконувати гімни 19 країн (21 національна федерація) вирішили бойкотувати чемпіонат через рішення IBA.
| - - Аргентина - Велика Британія - Англія - Уельс - Шотландія - Данія - Ісландія - Ірландія - Канада - Латвія - Литва | - - Нідерланди - Німеччина - Нова Зеландія - Норвегія - Польща - США - Україна - Фінляндія - Чехія - Швейцарія - Швеція |

## Призовий фонд чемпіонату
Вдруге після Чемпіонату 2021, на якому було введено призові як стимул для винагороди боксерів на найвищому рівні аматорського спорту, боксери крім медалей отримали грошові нагороди. Золоті медалісти отримали 200 000 доларів США, срібні призери отримали 100 000 доларів, а бронзові призери забрали додому 50 000 доларів.